# Morgantown (Kentucky)
Morgantown és una població dels Estats Units a l'estat de Kentucky. Segons el cens del 2000 tenia 2.544 habitants.

## Demografia
Segons el cens del 2000, Morgantown tenia 2.544 habitants, 1.051 habitatges, i 627 famílies. La densitat de població era de 291,5 habitants/km².
Dels 1.051 habitatges en un 29% hi vivien nens de menys de 18 anys, en un 40,9% hi vivien parelles casades, en un 15,3% dones solteres, i en un 40,3% no eren unitats familiars. En el 36,9% dels habitatges hi vivien persones soles el 18,5% de les quals corresponia a persones de 65 anys o més que vivien soles. El nombre mitjà de persones vivint en cada habitatge era de 2,23 i el nombre mitjà de persones que vivien en cada família era de 2,9.
Per edats la població es repartia de la següent manera: un 23% tenia menys de 18 anys, un 11,2% entre 18 i 24, un 24,8% entre 25 i 44, un 21% de 45 a 60 i un 19,9% 65 anys o més.
L'edat mediana era de 38 anys. Per cada 100 dones de 18 o més anys hi havia 76,9 homes.
La renda mediana per habitatge era de 19.912$ i la renda mediana per família de 27.218$. Els homes tenien una renda mediana de 24.671$ mentre que les dones 18.594$. La renda per capita de la població era de 12.100$. Entorn del 24,9% de les famílies i el 27,6% de la població estaven per davall del llindar de pobresa.

## Poblacions més properes
El següent diagrama mostra les poblacions més properes.